# 친선고속
친선고속(親善高速)은 충청북도의 시외버스 업체이다. 본사는 충청북도 충주시 대림9길 11 (문화동)에 있다.

## 특징
1951년 12월 15일 직행버스 면허를 취득하여 친선버스라는 상호로 운행을 개시하였으며, 오랫동안 충주시의 향토기업으로 자리해왔다. 1979년 7월 3일 제천시내버스를 제천교통으로 같은해 8월 3일 충주시내버스를 충주교통으로 각각 분리 독립시킨데 이어 1981년 4월 19일 단양군내버스를 단양버스로 분리독립시켰다. 2001년 상호명을 친선버스에서 친선고속으로 변경하였다.

## 운행 노선

### 시외버스
2015년 12월 기준이다.
| 운행업체 | 면허 대수 | 면허 대수 | 면허 대수 | 면허 대수 |
| -------- | --------- | --------- | --------- | --------- |
| 운행업체 | 대수 합계 | 직행형    | 고속형    | 예비      |
| 친선고속 | 73        | 67        | -         | 6         |

### 부천발 노선
- 부천 - 안양 - 영월 - 고한 - 사북 - 태백 (영암고속, 화성고속과 공동 운행)
- 부천 - 안양 - 제천

### 인천종합버스터미널(관교동)발 노선
- 인천 - 청주북부터미널(구 오창과학산업단지) - 청주국제공항 - 청주대정류소(구 북청주) (서울고속, 금남고속과 공동 운행)
- 인천 - 안산 - 서수원 - 수원 - 우만동 - 대소 - 덕산 - 혁신도시 - 증평
- 인천 - 안양(호계동 경유) - 일죽 - 삼성 - 대소 - 무극 - 음성('안양 비산동'은 매표소가 없어지면서 폐쇄)
- 인천 - 안산 - 일죽 - 삼성 - 대소 - 무극 - 음성
- 인천 - 안산 - 서수원 - 수원 - 우만동 - 죽산 - 두원공과대학 - 광혜원 - 이월 - 진천 (경기대원삼흥고속, 경일여객과 공동 운행)
- 인천 - 안산 - (충주 교통대, 건국대) - 문경 - 점촌 - 상주 (경기대원삼흥고속과 공동 운행)

### 수원발 노선
- 수원 - 우만동 - 문경 - 점촌
- 수원 - 우만동 - 하이닉스반도체 - 태평리 - 장호원 - 감곡 - 생극 - 무극 - 음성

### 청주발 노선
- 청주 - 사창동 - 남청주 - 대전
- 청주 - 북청주 - 신흥고등학교 - 증평 - 도안역 - 보천 - 음성 - 비산리 - 주덕 - 충주 - 제천 - 단양
- 청주 - 북청주 - 성모병원 - 문백 - 사석 - 진천 - 덕산 - 맹동 - 무극[2]
- 청주 - 북청주 - 신흥고등학교 - 증평 - 괴산 - 연풍 - 문경 - 점촌
- 청주 - 북청주 - 신흥고등학교 - 증평 - 괴산 - 연풍 - 수안보
- 청주 - 북청주 - 신흥고등학교 - 증평 - 괴산 - 감물 - 목도
- 청주 - 북청주 - 성모병원 - 문백 - 사석 - 진천 - 이월 - 광혜원 - 대소 - 삼성 (서울고속과 공동 운행)
- 청주 - 사창동 - 남청주 - 옥천 - 영동
- 청주 - 북청주 - 신흥고등학교 - 한국교통대학교 충주캠퍼스 - 충주 - 단양
- 청주 - 사창동 - 남청주 - 경북대학교 상주캠퍼스 - 예천 - 안동
- 청주 - 북청주 - 성모병원 - 문백 - 사석 - 진천 - 덕산 - 맹동 - 무극 - 생극 - 감곡 - 장호원 (서울고속과 공동 운행)

### 충주발 노선
- 충주 - 우만동 - 수원
- 충주 - 일죽 - 우만동 - 수원
- 충주 - 주덕 - 용원 - 생극 - 감곡 - 장호원 - 태평리 - 하이닉스반도체 - 우만동 - 수원
- 충주 - 주덕 - 용원 - 생극 - 감곡 - 장호원 - 태평리 - 하이닉스반도체 - 안산
- 충주 - 주덕 - 비산리 - 음성 - 무극 - 맹동 - 덕산 - 진천[2]
- 충주 - 수안보 - 연풍 - 괴산

### 제천발 노선
- 제천 - 백운 - 우만동 - 수원
- 제천 - 백운 - 산척 - 엄정 - 목계 - 용포 - 감곡 - 장호원 - 태평리 - 하이닉스반도체 - 우만동 - 수원
- 제천-용포-안산

## 운행 차량

#### 기아
- 뉴 그랜버드 그린필드

#### 현대자동차
- 뉴 프리미엄 유니버스 엘레강스
- 뉴 프리미엄 유니버스 스페이스 력셔리
- 뉴 프리미엄 유니버스 럭셔리

## 같이 보기
- 대성운수
- 도선여객